# Global Television Network
Global Television Network (kurz Global oder Global TV) ist ein privates kanadisches, englischsprachiges Fernsehnetzwerk, welches bis Anfang 2016 von Shaw Communications mit Hauptsitz in Calgary betrieben wurde. Danach kam der gesamte Shaw-Konzern in den Besitz von Corus Entertainment, einem früheren Tochterunternehmen von Shaw. Seitdem firmiert Global Television Network als ein Corus-Unternehmen und deckt viele Mediensparten ab.
GTN ist nach CTV Television Network das zweitgrößte privat betriebene Fernsehnetzwerk in Kanada. Der Sender sendet ein Vollprogramm aus, auf dem u. a. Serien, Filme, Nachrichten und Sportberichte gezeigt werden. Der Sender nahm 1974 den Sendebetrieb auf und expandierte in den folgenden Jahren auf bis zu elf Sendestudios landesweit. 

## Geschichte
Nachdem die Senderketten von CBC und CTV in Kanada etabliert waren, forderten manche Städte während der 1970er Jahre eine Gründung einer dritten Senderkette in Kanada. Eine Gruppe von Investoren, geführt von Al Bruner und Peter Hill, gründete das Unternehmen Global Communications Ltd. mit dem Ziel, über UHF auch weiter entlegene Gebiete in Kanada zu versorgen. Die Investorengruppe entschied sich für die Einrichtung eines Sechs-Transmitter-Netzwerks, das sich im südlichen Ontario befinden und von Windsor bis nach Ottawa erstrecken sollte. Die Gemeinde Alexandria wehrte sich gegen einen Sendemast, sodass eine Verbreitung des Signals in Montreal nicht möglich war. Die Investorengruppe versprach ein hochwertiges Programm mit größtenteils kanadischem Inhalt und keiner lokalen Werbung. Das neue Netzwerk Global Television Network (Rufzeichen: CKGN) begann am 6. Januar 1974 um 18.00 Uhr mit der Ausstrahlung  aus einer alten Fabrikhalle in Don Mills. In gerade einmal drei Monaten geriet der Sender in finanzielle Schwierigkeiten und wurde von Canwest übernommen. Aufgrund der Finanzkrise und dem Wirtschaftseinbruch 2008–2009 geriet Canwest in finanzielle Schwierigkeiten und musste unter dem kanadischen Gläubigerschutz gestellt werden. In dieser Situation wurde das Unternehmen restrukturiert und gab seinen Medienbereich speziell den Fernsehmedien-Bereich zum Verkauf frei. Das kanadische Telekommunikationsunternehmen Shaw Communications Inc. übernahm diesen Unternehmensteil von Canwest und gründete das Tochterunternehmen Shaw Media im Jahre 2010.

## Programm

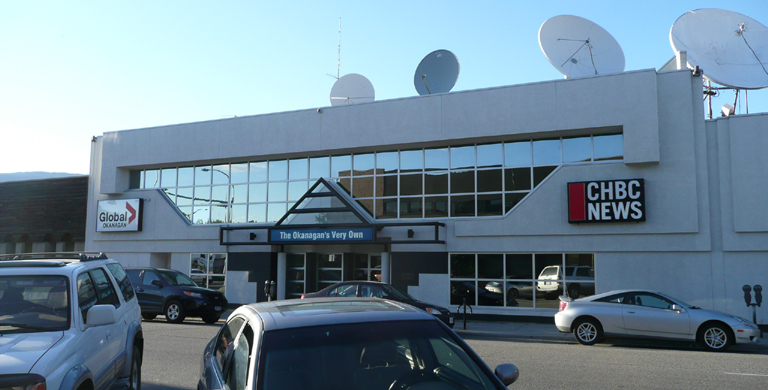
Global-Sendegebäude in Kelowna

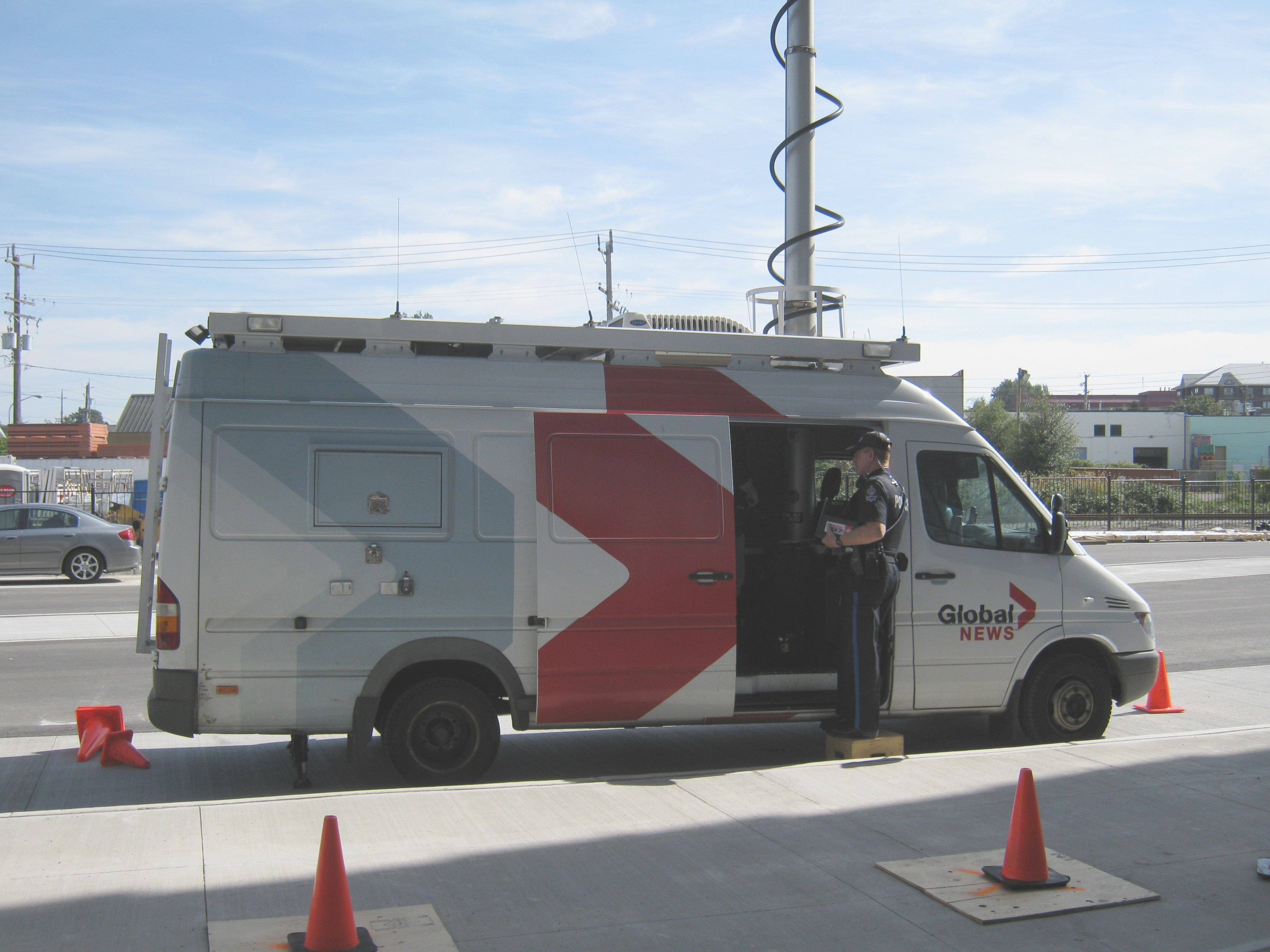
Ein Übertragungswagen von Global News

Der Sender produziert seine eigene Nachrichtensendung und verfügt über eine eigene Redaktion. Die wichtigste Nachrichtensendung ist Global National, die landesweit ausgestrahlt wird. Die Redaktion produziert auch regionale Nachrichten, die von den jeweiligen Regionalsendern ausgestrahlt werden. Der Sender sendet aktuelle Serien wie NCIS, The Border, Law and Order sowie diverse Filme aus kanadischer und amerikanischer Produktion. Neben den Filmen und Serien werden Sportereignisse übertragen, darunter auch die regionaler Teams. Global Winnipeg produziert die Sendung Fox Soccer Report für Fox Sports World Canada und Fox Soccer Channel in den Vereinigten Staaten und auch für andere Länder.
Der Sender betreibt das Online-Nachrichtenportal Global News.

## Sendestationen
- Calgary, Alberta – CICT
- Edmonton, Alberta – CITV
- Halifax, Nova Scotia – CIHF
- Kelowna, British Columbia – CHBC
- Lethbridge, Alberta – CISA
- Quebec City, Quebec – CKMI
- Regina, Saskatchewan – CFRE
- Saskatoon, Saskatchewan – CFSK
- Toronto, Ontario – CIII (flagship)
- Vancouver, British Columbia – CHAN (flagship)
- Winnipeg, Manitoba – CKND

## Global HDTV
Im Oktober 2004 begann Global mit der parallelen Ausstrahlung des Programms des Torontoer Senders im hochauflösenden Bildformat 1080i über das digitale Kabelnetz. Am 18. April 2008 wurde ein Transmitter am Sendegebäude in Toronto in Betrieb genommen, der das hochauflösende Signal zusätzlich terrestrisch sendet. Am selben Tag wurde der parallele HDTV-Sendebetrieb des Global-TV-Senders  in Vancouver aufgenommen.